# Zygophylax convallaria
Zygophylax convallaria is een hydroïdpoliep uit de familie Lafoeidae. De poliep komt uit het geslacht Zygophylax. Zygophylax convallaria werd in 1877 voor het eerst wetenschappelijk beschreven door Allman. 